# پفانر
پفانر (انگلیسی: Pfanner) شرکت صنایع غذایی اتریشی است، که در سال ۱۸۵۶ تأسیس شد.